# Störpropaganda gegen die Bundeswehr
Die Störpropaganda gegen die Bundeswehr ist eine Straftat, die in Deutschland in § 109d des Strafgesetzbuches erfasst ist.
Nach dieser Vorschrift wird mit Freiheitsstrafe bis zu fünf Jahren oder mit Geldstrafe bestraft, wer wider besseres Wissen falsche oder grob entstellte Tatsachenbehauptungen aufstellt, deren Verbreitung die Tätigkeit der Bundeswehr stören kann. Wer solche Behauptungen in Kenntnis ihrer Unwahrheit verbreitet, um die Bundeswehr bei der Landesverteidigung zu behindern, wird ebenfalls bestraft. Der Versuch ist gemäß § 109d Abs. 2 StGB strafbar.
Bei der Tat handelt es sich um ein potentielles Gefährdungsdelikt. Wegen ihrer strengen, in der Regel nicht beweisbaren Voraussetzungen ist die praktische Bedeutung der Vorschrift gering.

## Voraussetzungen
Der Täter muss unwahre oder grob entstellte Behauptungen aufstellen, eine Tathandlung, die dem Behaupten der üblen Nachrede gem. § 186 entspricht, wonach etwas nach eigener Überzeugung als richtig hingestellt werden muss, auch wenn man es von dritten Personen erfahren und nicht selbst erlebt hat. Dabei muss es dem Täter gerade auf die Verbreitung ankommen (subjektiver Tatbestand).
Die Behauptungen müssen tatsächlicher Art sein, sich somit von bloßen Werturteilen unterscheiden sowie unwahr oder grob entstellt sein, also wesentliche Einzelheiten weglassen oder hinzudichten.
Sie müssen zudem geeignet sein, die Tätigkeit der Bundeswehr zu stören. Da Flüsterpropaganda weitaus gefährlicher sein kann als Agitation, braucht die Handlung nicht öffentlich zu erfolgen, um den Tatbestand zu erfüllen.

## Zweck und Hintergrund
Die Bestimmung soll die Funktionsfähigkeit der Bundeswehr als Verteidigungsinstrument gegen geistige Sabotage beziehungsweise Lügenpropaganda schützen.
Der Begriff der Meinung ist zwar weit auszulegen, so dass es keine Rolle spielt, welche Themen berührt werden oder ob eine Äußerung als wertlos oder abwegig eingestuft wird; allerdings sind unwahre Tatsachenbehauptungen unter dem Blickwinkel der Meinungsfreiheit kein schützenswertes Gut.
Die Strafnorm beeinträchtigt somit nicht den Schutzbereich der verfassungsrechtlich garantierten Meinungsfreiheit, da Art. 5 Abs. 1, Satz 1 des Grundgesetzes keinen Freibrief für die Verbreitung von bewussten Unwahrheiten gibt und die Norm wegen der hohen Anforderungen an die Strafbarkeit ohnehin kaum anwendbar ist.